# Cynarospermum asperrimum
Cynarospermum asperrimum är en akantusväxtart som först beskrevs av Christian Gottfried Daniel Nees von Esenbeck, och fick sitt nu gällande namn av K. Vollesen. Cynarospermum asperrimum ingår i släktet Cynarospermum och familjen akantusväxter. Inga underarter finns listade i Catalogue of Life.